# Malagarasi
Malagarasi je řeka ve východní Africe, která je nejvýznamnějším přítokem jezera Tanganika. Je dlouhá 475 km a je po Rufiji druhou nejdelší řekou Tanzanie, její povodí má rozlohu okolo 130 000 km².
Pramení na náhorní plošině 50 km východně od jezera Tanganika, teče původně k severovýchodu a tvoří státní hranici mezi Burundi a Tanzanií, pak se stáčí k jihovýchodu a jihu na území tanzanského regionu Kigoma. Nedaleko Uvinzy řeka mění směr toku na západ a vlévá se do jezera Tanganika. Hlavními přítoky jsou Lumpungu, Moyowosi a Ugalla.
Ve vodách řeky žije rypoun chmurný, čtverzubec mbu a endemická mesobola východoafrická. Podle shodných rysů ichtyofauny vědci soudí, že před vznikem Velké příkopové propadliny se Malagarasi vlévala do Konga.
Na soutoku Malagarasi a Moyowosi se nacházejí mokřiny o rozloze okolo 35 000 km², chráněné na základě Ramsarské úmluvy. Typickými místními druhy jsou hroch obojživelný, voduška velká a krokodýl nilský. Břehy řeky jsou porostlé papyrem, ježatkou, khajou, tomelem a brachystegií.